# Paseo de la fama de Tetuán

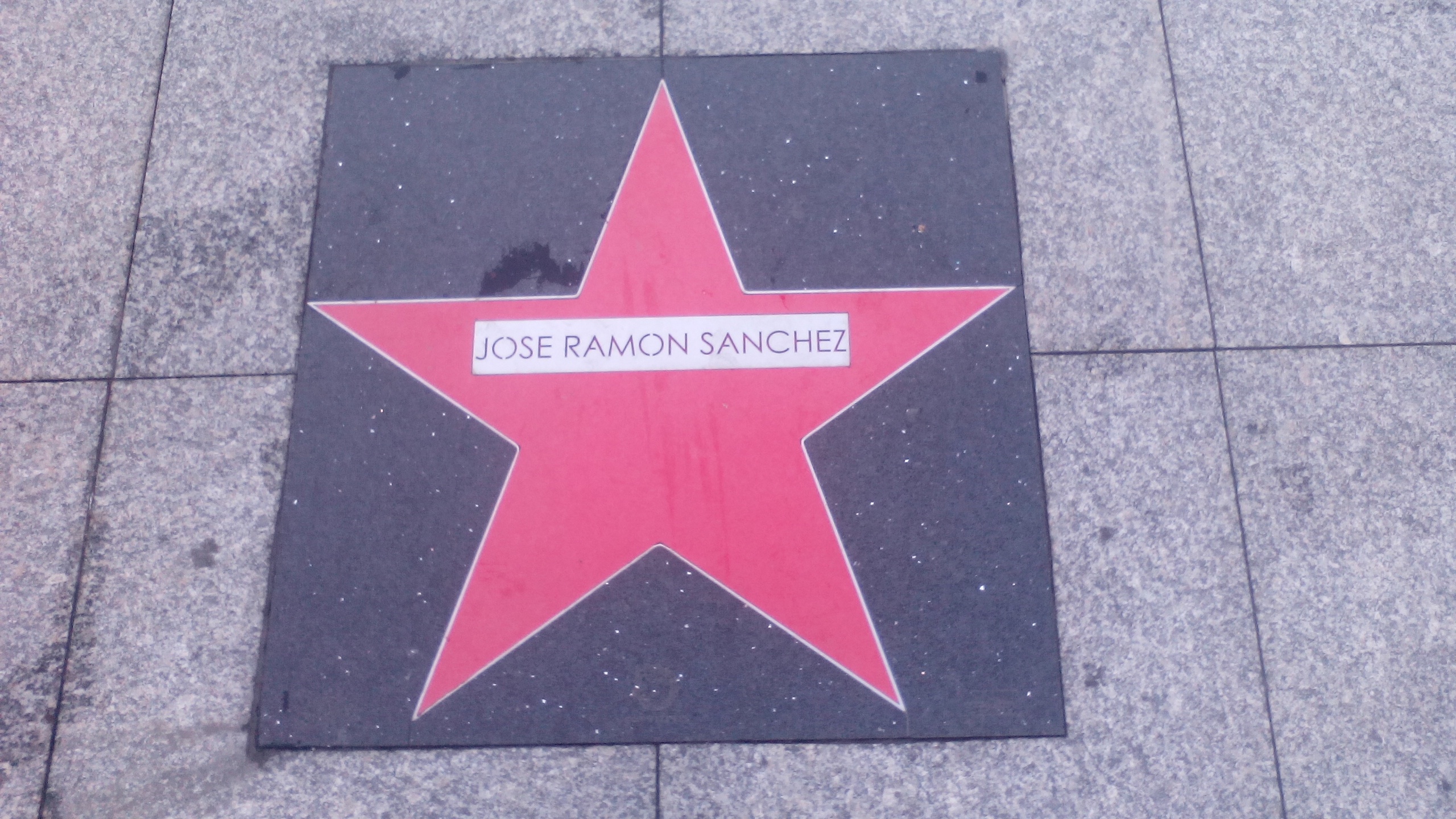
Estrella del dibujante José Ramón Sánchez (la segunda en ser colocada) en el paseo de la fama de Tetuán, la cual fue inaugurada el 20 de julio de 2015.

El paseo de la fama de Tetuán o paseo de la fama de Santander está situado en la plaza Pedro Poveda del área de Tetuán (Puertochico), en la ciudad española de Santander, capital de Cantabria.
Su creación fue ideada por la Asociación de Hosteleros y Comerciantes de Tetuán, con quien colaboró el Ayuntamiento de Santander. El objetivo es dar a conocer la zona de la ciudad en la que se ubica e imita el estilo del famoso paseo de la fama de Hollywood en California (Estados Unidos), pero dedica estrellas únicamente a naturales de Cantabria o a personas que, sin haber nacido en esta comunidad, tienen una estrecha relación con ella. Fue inaugurado el 31 de enero de 2015 con la colocación de la primera estrella, dedicada al cantante David Bustamante. Con la más reciente (la duodécima), descubierta el 25 de febrero de 2024, se rindió homenaje al boxeador santanderino Uco Lastra.

## Personajes con estrella en el paseo
A continuación se muestran los doce famosos que han sido homenajeados en el paseo de la fama de Tetuán en orden cronológico, así como el día en el que se inauguraron sus respectivas estrellas.
1. David Bustamante, cantante (31 de enero de 2015).[1]
2. José Ramón Sánchez, dibujante (20 de julio de 2015).[1]
3. Paco Gento, futbolista (20 de septiembre de 2015).[1]
4. Ruth Beitia, atleta (24 de enero de 2016).[1]
5. Eduardo Noriega, actor (8 de mayo de 2016).[1]
6. Óscar Freire, ciclista (30 de octubre de 2016).[6]
7. Manolo Preciado, futbolista y entrenador (26 de febrero de 2017).[3]
8. Nando Yosu, futbolista y entrenador (26 de febrero de 2017).[3]
9. Marta Hazas, actriz (25 de junio de 2017).[7]
10. Rulo Gutiérrez, cantante (6 de mayo de 2018).[2]
11. Okuda San Miguel, pintor y escultor (23 de diciembre de 2018).[8]
12. Uco Lastra, boxeador (25 de febrero de 2024).[5]